# Szimcsák István
Szimcsák István (Budapest, 1933. július 22. – Budapest, 2003. július 27.) labdarúgó, balszélső. Az 1963-64-es Kupagyőztesek Európa-kupája döntőjéig jutott MTK csapatának játékosa. Testvére Szimcsák László szintén labdarúgó volt. A sportsajtóban Szimcsák I néven volt ismert.

## Pályafutása

### Klubcsapatban
1954 előtt a III. kerületi TTVE labdarúgója volt. 1954 és 1963 között az MTK csapatában játszott, ahol egy bajnoki címet, 5 ezüstérmet és 1 bronzérmet szerzett. 1967-ben a Budapesti Spartacus-nál fejezte be az aktív labdarúgást.

### A válogatottban
1955 és 1961 között 6 alkalommal szerepelt a magyar válogatottban.

## Edzőként
1967 után a Budapesti Spartacus dolgozott, 1972 és 1976 között a vezetőedzője volt. Az ezt követő idényben a Hatvani Kinizsi csapatát irányította. 1977–78-ban a Békéscsaba, 1978 és 1982 között a Vasas pályaedzője volt. Közben 1980 és 1982 között a magyar utánpótlás válogatottnál is edzőként dolgozott.

## Sikerei, díjai
- Magyar bajnokság
  - bajnok: 1957–58
  - 2.: 1954, 1955, 1957-tavasz, 1958–59, 1962–63
  - 3.: 1960–61
- Kupagyőztesek Európa-kupája (KEK)
  - döntős: 1963–64
- Vásárvárosok kupája (VVK)
  - elődöntős: 1961–62
- Közép-európai kupa (KK)
  - győztes: 1955, 1963

## Statisztika

### Mérkőzései a válogatottban
| Magyarország | Magyarország         | Magyarország                    | Magyarország | Magyarország | Magyarország | Magyarország       | Magyarország | Magyarország |
| #            | Dátum                | Helyszín                        | Hazai        | Eredmény     | Vendég       | Kiírás             | Gólok        | Esemény      |
| ------------ | -------------------- | ------------------------------- | ------------ | ------------ | ------------ | ------------------ | ------------ | ------------ |
| 1.           | 1955. május 8.       | Oslo, Ullevaal Stadion          | Norvégia     | 0 – 5        | Magyarország | barátságos         | -            |              |
| 2.           | 1955. május 19.      | Helsinki, Olimpiai Stadion      | Finnország   | 1 – 9        | Magyarország | barátságos         | -            |              |
| 3.           | 1959. október 11.    | Belgrád, JNA-stadion            | Jugoszlávia  | 2 – 4        | Magyarország | barátságos         | -            |              |
| 4.           | 1959. október 25.    | Budapest, Népstadion            | Magyarország | 8 – 0        | Svájc        | Európa-kupa        | -            |              |
| 5.           | 1959. november 8.    | Budapest, Népstadion            | Magyarország | 4 – 3        | NSZK         | barátságos         | -            |              |
|              | 1959. november 22.   | Budapest                        | Magyarország | 2 – 1        | Ausztria     | olimpiai selejtező | -            |              |
| 6.           | 1961. szeptember 10. | Berlin, Walter Ulbricht Stadion | NDK          | 2 – 3        | Magyarország | vb-selejtező       | -            |              |
|              | Összesen             |                                 |              | 6            | mérkőzés     |                    | 0            | gól          |